# Epirhyssa flavobalteata
Epirhyssa flavobalteata är en stekelart som beskrevs av Cameron 1899. Epirhyssa flavobalteata ingår i släktet Epirhyssa och familjen brokparasitsteklar. Inga underarter finns listade i Catalogue of Life.